# Wilhelm Edelsvärd (militär)
Fredrik Wilhelm Edelsvärd, född 19 augusti 1798 i Sulkava i Savolax, död 17 april 1858 på Maskola gård nära Viborg, var en finländsk-svensk militär, ingenjör och lantbruksförfattare. Han var son till landshövdingen i Uleåborgs län Adolf Meinander, adlad Edelsvärd, och far till Adolf W. Edelsvärd.
Edelsvärd blev 1820 underlöjtnant och 1821 löjtnant vid Jämtlands fältjägarregemente i Östersund, 1825 löjtnant i armén samt 1826 anställd vid Lantmäteriet och Justeringsverket. Från 1827 arbetade han i många år vid byggandet av Göta kanal, efter vartannat som nivellör, arbetsofficer, arbetschef, distriktschef och kanalbyggmästare. År 1828 blev han kapten och 1845 major i armén samt tillförordnad kommendant på Vaxholms fästning. 
Edelsvärd väckte förslag om och uppgjorde plan för inrättandet av kronoarbetskompanier, sammansatta av försvars- och arbetslösa, samt blev chef för det först bildade kompaniet och sedermera bataljonschef vid Kronoarbetskåren. År 1850 tog han avsked ur krigstjänsten och flyttade över till Finland samt blev 1851 finländsk undersåte. Från 1853 var han sekreterare i Viborgs läns lantbrukssällskap och föreståndare för dess experimentalfält på Maskola gård. 
År 1840 började Edelsvärd häftesvis utge "Strödda anteckningar i landtmanna- och communal-ekonomien", som 1842 ombildades till "Tidskrift för landtmanna- och kommunalekonomien", vilken 1842–1844 redigerades av honom ensam, 1845–1846 av honom och Johan Arrhenius gemensamt och 1847–1861 av den sistnämnde ensam.
Wilhelm Edelsvärd gifte sig 1822 med Charlotta Kristina Thun.